# Dynamite Entertainment
Pour les articles homonymes, voir Dynamite (homonymie).
Dynamite Entertainment est un éditeur anglo-saxon de comics fondé en 2005. Il semble se situer sur le marché des licences, adaptations de séries télévisées et de films, stratégie qui a très bien réussi pour Dark Horse. Il a par ailleurs une politique consistant à proposer des couvertures alternatives par des artistes connus.

## Historique
Dynamite Entertainment a commencé par produire deux séries limités de Army of Darkness, (adaptées du film de Sam Raimi Evil Dead 3), publiées par Devil's Due Publishing, mais a très rapidement publié ses propres titres.
Ils se concentrent donc sur l'adaptation de licences existantes, mais publient également des histoires originales, notamment de nouvelles interprétations de monstre classiques du domaine public : Dracula, Mister Hyde, Frankenstein et le Lycanthrope.  Ils possèdent actuellement les droits d'adaptation de films (Evil Dead 3, Darkman et Highlander), de séries télévisées (Galactica (1978) and Battlestar Galactica (série télévisée) et Xena, la guerrière) et d'œuvres littéraires (Red Sonja, Re-Animator et Sherlock Holmes).
Deux crossover ont été réalisés en collaboration avec d'autres sociétés : 
- Monster War, publié en 2005 avec Image Comics, faisant s'affronter des monstres de Dynamite Entertainment et des personnages de Top Cow comme  Witchblade, The Darkness, Magdalena et Tomb Raider
- Red Sonja/Claw, publié en 2006 avec DC Comics sous leur label Wildstorm.

## Séries publiées

### Séries originales
- Cosmic Guard de Jim Starlin (scénarios et dessins).
- The Black Terror de Jim Krueger, Mike Lilly & Alex Ross (cover)
- Draculina de Christopher Priest et Michael Maria (cover Bruce Colero, Ben Templesmith, Judy Jong)
- Evil Ernie de Brian Pulido et Steven Hughes
- Masquerade (Miss Masque) d'Alex Ross
- Super Zombies de Marc Guggenheim, Vince Gonzales, Mel Rubi & Fabiano (cover)
- The Boys de Garth Ennis & Darick Robertson, adaptée à la télévision sur Prime Video (The Boys)
- Project Superpowers d'Alex Ross & Jim Krueger

### Licences
- Alice Cooper
- Altered Carbon
- Army of Darkness d'après le film Evil Dead 3 (Army of Darkness) de Sam Raimi.
  - Army Of Darkness: Ash Saves Obama' de Ariel Padilla, Elliott Serrano & Todd Nauck #1-4  (2009-2010)
  - Army of Darkness / Xena. Why Not?
- Battlestar Galactica, d'après la série télévisée Battlestar Galactica (série télévisée).
- Bettie Page
- Le Bon, la Brute et le Truand (Man with no name) Trilogie du dollar (en comics)
- Centipede, du jeu Atari.
- Classic Battlestar Galactica, d'après la série télévisée Galactica.
- Charmed, d'après la série télévisée.
- Dan Dare
- Darkwing Duck d'après la série Myster Mask.
- Freddy vs. Jason vs. Ash #1-6 (Freddy Krueger, Jason Voorhees, Ash Williams)
- Le Frelon vert (The Green Hornet)
- Gargoyles
- Garbage Pail Kids (en français "Les Crados")
- Highlander, d'après le film original Highlander.
- Jungle Girl
- Just a Pilgrim
- Kirby: Genesis
  - Captain Victory and the Galactic Rangers (deux séries : une en 2011 et une en 2014)
  - Kirby Genesis: Silver Star
- The Lone Ranger de Brett Matthews (scénario) et Sergio Cariello (dessins), ainsi que John Cassaday (couvertures et supervision de l'ensemble).
- Maleficent d'après le personnage Maléfique, antagoniste du film La Belle au bois dormant.
- Marvel Zombies vs. The Army of Darkness #1-5
- Mercenaries: Playground of Destruction (comics)
- Painkiller Jane volume 2, suite dessinée par Lee Moder de la série originelle de Joe Quesada et Jimmy Palmiotti.
- Red Sonja, d'après l'œuvre de Robert Ervin Howard, dessins Frank Cho.
- Savage Tales
- Scout de Timothy Truman
- Scar d'après l'antagoniste du film Le Roi lion.
- Shanna
- Sherlock Holmes
- Terminator 2: Infinity de Simon Furman
- Le Trône de fer d'après le roman de George R. R. Martin
- Xena, d'après la série télévisée Xena, la guerrière.